# Gijsbert Reinders
Gijsbert Reinders (Eelde, 4 april 1824 - Hoogezand, 29 september 1852) was een Nederlandse burgemeester.

## Leven en werk
Reinders werd in 1824 in Eelde geboren als zoon van de landeigenaars Herman Christiaan Reinders en van Antje van Bergen. Zijn ouders hadden rond 1815 in Eelde Huis Vosbergen gebouwd. Reinders studeerde rechten. Na het behalen van zijn meesterstitel werd hij in september 1848 op 24-jarige leeftijd benoemd tot burgemeester en secretaris van de gemeente Noordbroek als opvolger van de 71-jarige Wicher Pieters Middel. Aan zijn burgemeestersloopbaan kwam abrupt een einde. Op 27 september 1852 werd gemeld dat hij sinds woensdag 22 september werd vermist; een ongeluk werd gevreesd. Op 29 september werd zijn stoffelijk overschot gevonden in het diep tussen Hoogezand en Zuidbroek. Hij was op het moment van zijn verdrinking 28 jaar oud.